# Arsłan Bagajew
Arsłan Wiepchijewicz Bagajew (ros. Арслан Вепхиевич Багаев; ur. 21 października 2003) – rosyjski zapaśnik walczący w stylu klasycznym. Zajął dwunaste miejsce na mistrzostwach świata w 2023. 
Piąty na mistrzostwach Europy w 2024. Złoty medalista wojskowych MŚ w 2024. 
Mistrz świata U-23 w 2024, trzeci w 2023. Mistrz Europy U-23 w 2024 i trzeci w 2025. Mistrz Europy juniorów w 2021. Mistrz Rosji w 2023 i 2024 roku.